# Viktoriya Zeynep Güneş
Viktoriya Zeynep Güneş, nota anche come Viktoria Solntseva (in ucraino Вікторія Солнцева?; Poltava, 19 giugno 1998), è una nuotatrice ucraina naturalizzata turca dal 2014.

## Biografia

### Nazionale ucraina
Ha gareggiato per l'Ucraina ai mondiali giovanili di Dubai 2013, vincendo l'oro nei 200 m rana, l'argento nei 50 m rana e il bronzo nei 100 m rana.
È stata convocata ai mondiali di Barcellona 2013, dove ha gareggiato nei 50, 100 e 200 m rana, classificandosi rispettivamente 21ª, 7ª e 5ª. 
Ha realizzato i record ucraini dei 100 e 200 metri rana.

### Nazionale turca
Dal 2014 gareggia per la nazionale turca, con cui ha esordito ai mondiali in vasca corta di Doha 2014.
Ai europei in vasca corta di Netanya 2015 ha vinto il bronzo nei 100 e 200 m rana.
Ha rappresentato la Turchia ai Giochi olimpici estivi di Rio de Janeiro 2016 in cui ha ottenuto il 14º posto nei 100 m rana e il 9º nei 200 m rana. Nei 400 misti si è classificata 18ª.
Ha fatto parte della spedizione turca ai Giochi del Mediterraneo di Tarragona 2018, dove ha vinto l'argento nei 200 m misti e il bronzo nei 200 m rana.
È tornata alle Olimpiadi a Tokyo 2020, piazzandosi 22ª nei 200 m misti e 13ª nella staffetta 4x200 m stile libero, con le connazionali Beril Böcekler, Deniz Ertan e Merve Tuncel.
Si è laureata campionessa continentale agli europei in vasca corta di Kazan' 2021 nei 400 m misti.
Ai Giochi del Mediterraneo di Orano 2022 ha ottenuto l'oro nei 200 m rana, l'argento nei 200 m misti e il bronzo nei 100 m rana e nella staffetta 4x100 misti.

## Palmarès

### Per la Turchia
- europei in vasca corta

Kazan' 2021: oro nei 400 m misti;
Netanya 2015: bronzo nei 100 rana; bronzo nei 200 m rana;
- Giochi del Mediterraneo

Tarragona 2018: argento nei 200 m misti; bronzo nei 200 m rana;
Orano 2022: oro nei 200 m rana; argento nei 200 m misti; bronzo nei 100 m rana; bronzo nella staffetta 4x100 misti;
- Giochi della solidarietà islamica

Baku 2017: oro nei 100 m rana; oro nei 200 m rana; oro nei 200 m misti; oro nei 400 m misti; oro nella 4×100 m sl; argento nei 50 m rana;
Konya 2021: oro nei 100 m rana; oro nei 200 m rana; oro nei 200 m misti; oro nella 4×100 m sl; oro nella 4×100 m misti; argento nei 50 m rana; argento nei 400 m misti;
- Mondiali giovanili

Singapore 2015: oro nei 50 m rana; oro nei 100 m rana; oro nei 200 m rana; oro nei 200 m misti;

### Per l'Ucraina
- Mondiali giovanili

Dubai 2013: oro nei 200 m rana; argento nei 50 m rana; bronzo nei 100 m rana;
- Mondiali giovanili

Poznań 2013: oro nei 50 m rana; oro nei 200 m rana; argento nei 100 m rana;